# Divisiones Regionales de la Región de Murcia 1969-70
Las divisiones regionales de fútbol son las categorías de competición futbolística de más bajo nivel en España, en las que participan deportistas aficionados, no profesionales. En las provincias de Murcia, Albacete y Alicante su administración corre a cargo de la Federación Regional Murciana de Clubes de Fútbol. Inmediatamente por encima de estas categorías estaba la Tercera División española.
En la temporada 1969-1970 las divisiones regionales se dividen en Primera Regional y Segunda Regional.
El campeón de Primera Regional asciende a Tercera División.

## Primera Regional

### Clasificación
|  |     | Equipos de fútbol         | PJ | G  | E  | P  | GF | GC | Dif | Pts |
|  | --- | ------------------------- | -- | -- | -- | -- | -- | -- | --- | --- |
|  | 1.  | CD Español SVR            | 30 | 20 | 6  | 4  | 60 | 25 | +35 | 46  |
|  | 2.  | Yeclano CF                | 30 | 17 | 9  | 4  | 57 | 26 | +31 | 43  |
|  | 3.  | Crevillente Industrial CF | 30 | 18 | 3  | 9  | 58 | 30 | +28 | 39  |
|  | 4.  | Olímpico Juvenil          | 30 | 13 | 9  | 8  | 50 | 34 | +16 | 35  |
|  | 5.  | AD Hellín                 | 30 | 13 | 6  | 11 | 52 | 44 | +8  | 32  |
|  | 6.  | AP Almansa                | 30 | 12 | 8  | 10 | 46 | 45 | +1  | 32  |
|  | 7.  | UD Altea                  | 30 | 14 | 3  | 13 | 51 | 47 | +4  | 31  |
|  | 8.  | CD Torre Pacheco          | 30 | 12 | 7  | 11 | 40 | 44 | -4  | 31  |
|  | 9.  | CD Alhameño               | 30 | 11 | 8  | 11 | 43 | 46 | -3  | 30  |
|  | 10. | Rayo Ibense CF            | 30 | 12 | 6  | 12 | 46 | 41 | +5  | 30  |
|  | 11. | Alicante CF               | 30 | 11 | 6  | 13 | 36 | 32 | +4  | 28  |
|  | 12. | CD San Vicente            | 30 | 11 | 3  | 16 | 48 | 52 | -4  | 25  |
|  | 13. | Jijona CF                 | 30 | 9  | 6  | 15 | 41 | 51 | -10 | 24  |
|  | 14. | Águilas CF                | 30 | 8  | 7  | 15 | 40 | 58 | -18 | 23  |
|  | 15. | CD Albatera               | 30 | 5  | 10 | 15 | 30 | 56 | -26 | 20  |
|  | 16. | Monóvar CD                | 30 | 4  | 3  | 23 | 31 | 98 | -67 | 11  |

Pts = Puntos; PJ = Partidos Jugados; G = Partidos Ganados; E = Partidos Empatados; P = Partidos Perdidos; GF = Goles Anotados; GC = Goles Recibidos
|  | Asciende a Tercera División  |
|  | Desciende a Segunda Regional |

## Segunda Regional

### Clasificación Grupo 1
|  |     | Equipos de fútbol  | PJ | G  | E | P  | GF | GC | Dif | Pts |
|  | --- | ------------------ | -- | -- | - | -- | -- | -- | --- | --- |
|  | 1.  | CF Lorca Deportiva | 28 | 22 | 4 | 2  | 88 | 21 | +67 | 48  |
|  | 2.  | Abarán CF          | 28 | 19 | 7 | 2  | 66 | 21 | +45 | 45  |
|  | 3.  | UD La Molinera     | 28 | 19 | 5 | 4  | 80 | 32 | +48 | 43  |
|  | 4.  | CR Repesa          | 28 | 16 | 8 | 4  | 68 | 29 | +39 | 40  |
|  | 5.  | Caravaca CF        | 28 | 15 | 7 | 6  | 78 | 36 | +42 | 37  |
|  | 6.  | Betis de Cieza     | 28 | 15 | 5 | 8  | 57 | 32 | +25 | 35  |
|  | 7.  | Atlético Muleño    | 28 | 10 | 6 | 12 | 47 | 53 | -6  | 26  |
|  | 8.  | CF Santomera       | 28 | 9  | 7 | 12 | 44 | 75 | -31 | 25  |
|  | 9.  | Cotillas FJ        | 28 | 8  | 6 | 14 | 41 | 65 | -24 | 22  |
|  | 10. | Mazarrón CF        | 28 | 8  | 4 | 16 | 37 | 60 | -23 | 20  |
|  | 11. | CD Bala Azul       | 28 | 7  | 3 | 18 | 51 | 66 | -15 | 17  |
|  | 12. | OJE Bullense       | 28 | 6  | 7 | 15 | 36 | 64 | -28 | 17  |
|  | 13. | Blanca OJE         | 28 | 5  | 8 | 15 | 41 | 66 | -25 | 16  |
|  | 14. | CD Lumbreras       | 28 | 6  | 3 | 19 | 25 | 87 | -62 | 15  |
|  | 15. | CD Ilorcitano      | 28 | 3  | 4 | 21 | 21 | 73 | -52 | 10  |

Pts = Puntos; PJ = Partidos Jugados; G = Partidos Ganados; E = Partidos Empatados; P = Partidos Perdidos; GF = Goles Anotados; GC = Goles Recibidos
|  | Se clasifica a la Fase de Ascenso |

### Clasificación Grupo 2
|  |     | Equipos de fútbol    | PJ | G  | E  | P  | GF | GC | Dif | Pts |
|  | --- | -------------------- | -- | -- | -- | -- | -- | -- | --- | --- |
|  | 1.  | CD Santa Pola        | 28 | 21 | 4  | 3  | 79 | 17 | +62 | 46  |
|  | 2.  | CD Almoradí          | 28 | 20 | 4  | 4  | 77 | 27 | +50 | 44  |
|  | 3.  | UD Aspense           | 28 | 18 | 4  | 6  | 71 | 35 | +36 | 40  |
|  | 4.  | Deportiva Minera     | 28 | 21 | 1  | 6  | 82 | 37 | +45 | 40  |
|  | 5.  | Pinatar CF           | 28 | 18 | 3  | 7  | 78 | 37 | +41 | 39  |
|  | 6.  | UD San Fulgencio     | 28 | 10 | 9  | 9  | 47 | 49 | -2  | 29  |
|  | 7.  | Atlético Crevillente | 28 | 11 | 5  | 12 | 44 | 39 | +5  | 27  |
|  | 8.  | CD Mar Menor         | 28 | 11 | 5  | 12 | 45 | 44 | +1  | 27  |
|  | 9.  | CD Atlético Aspe     | 28 | 7  | 10 | 11 | 52 | 60 | -8  | 24  |
|  | 10. | CD Dolores           | 28 | 10 | 5  | 13 | 55 | 56 | -1  | 22  |
|  | 11. | Callosa Deportiva CF | 28 | 8  | 4  | 16 | 49 | 63 | -14 | 20  |
|  | 12. | CD Roldán            | 28 | 7  | 2  | 19 | 39 | 84 | -45 | 16  |
|  | 13. | Redován CF           | 28 | 6  | 3  | 19 | 35 | 98 | -63 | 15  |
|  | 14. | CD Sagrado Corazón   | 28 | 6  | 3  | 19 | 43 | 92 | -49 | 15  |
|  | 15. | CD Algarense         | 28 | 3  | 4  | 21 | 26 | 84 | -58 | 10  |

Pts = Puntos; PJ = Partidos Jugados; G = Partidos Ganados; E = Partidos Empatados; P = Partidos Perdidos; GF = Goles Anotados; GC = Goles Recibidos
|  | Se clasifica a la Fase de Ascenso |

### Clasificación Grupo 3
|  |     | Equipos de fútbol      | PJ | G  | E  | P  | GF | GC | Dif | Pts |
|  | --- | ---------------------- | -- | -- | -- | -- | -- | -- | --- | --- |
|  | 1.  | Atlético Petrelense CF | 28 | 22 | 2  | 4  | 85 | 24 | +61 | 46  |
|  | 2.  | SD Villajoyosa         | 28 | 19 | 5  | 4  | 91 | 29 | +62 | 43  |
|  | 3.  | CD Petrel              | 28 | 18 | 4  | 6  | 77 | 39 | +38 | 40  |
|  | 4.  | Elda Industrial CF     | 28 | 17 | 6  | 5  | 59 | 32 | +27 | 40  |
|  | 5.  | Monforte CD            | 28 | 16 | 5  | 7  | 49 | 32 | +17 | 37  |
|  | 6.  | Muchamiel CF           | 28 | 17 | 3  | 8  | 75 | 43 | +32 | 37  |
|  | 7.  | CD San Juan            | 28 | 13 | 4  | 11 | 66 | 39 | +27 | 30  |
|  | 8.  | CD Zahor Algueña       | 28 | 10 | 4  | 14 | 43 | 61 | -18 | 24  |
|  | 9.  | Atlético Jumilla       | 28 | 9  | 6  | 13 | 39 | 63 | -24 | 24  |
|  | 10. | CD Caudetano           | 28 | 9  | 5  | 14 | 40 | 66 | -26 | 23  |
|  | 11. | CD Agostense           | 28 | 7  | 6  | 15 | 38 | 61 | -23 | 20  |
|  | 12. | UD Benidorm            | 28 | 7  | 5  | 16 | 40 | 71 | -31 | 19  |
|  | 13. | Rigas CF               | 28 | 4  | 10 | 14 | 34 | 60 | -26 | 18  |
|  | 14. | Pinoso CF              | 28 | 4  | 3  | 21 | 37 | 99 | -62 | 11  |
|  | 15. | Yecla Deportiva        | 28 | 3  | 2  | 23 | 19 | 73 | -54 | 8   |

Pts = Puntos; PJ = Partidos Jugados; G = Partidos Ganados; E = Partidos Empatados; P = Partidos Perdidos; GF = Goles Anotados; GC = Goles Recibidos
|  | Se clasifica a la Fase de Ascenso |

### Fase de ascenso a Primera Regional
|  |    | Equipos de fútbol      | PJ | G | E | P | GF | GC | Dif | Pts |
|  | -- | ---------------------- | -- | - | - | - | -- | -- | --- | --- |
|  | 1. | CF Lorca Deportiva     | 4  | 3 | 0 | 1 | 8  | 5  | +3  | 6   |
|  | 2. | CD Santa Pola          | 2  | 1 | 0 | 1 | 3  | 3  | 0   | 2   |
|  | 3. | Atlético Petrelense CF | 2  | 0 | 0 | 2 | 2  | 5  | -3  | 0   |

Pts = Puntos; PJ = Partidos Jugados; G = Partidos Ganados; E = Partidos Empatados; P = Partidos Perdidos; GF = Goles Anotados; GC = Goles Recibidos
|  | Asciende a Primera Regional |